# George Clement Perkins
Pour les articles homonymes, voir Perkins.
George Clement Perkins (né le 23 août 1839 à Kennebunkport dans l'État du Maine, mort le 26 février 1923 à Oakland) est un homme politique américain républicain, qui est Gouverneur de Californie entre 1880 et 1883, et Sénateur entre 1893 et 1915.